# San Román de los Montes
San Román de los Montes este un oraș din Spania, situat în provincia Toledo din comunitatea autonomă Castilia-La Mancha. Are o populație de 1.369 de locuitori.